# 아사히카와요조역
아사히카와요조역(일본어: 旭川四条駅)은 일본 홋카이도 아사히카와시에 있는 홋카이도 여객철도 소야 본선의 역이다. 역 번호는 A29이며, 상대식 승강장 2면 2선의 구조를 가지는 고가역이다.

## 역 주변
- 국도 제39호선
- 아사히카와 신용금고 히가시 지점
- 루모이 신용금고 아사히카와 지점
- 기타미 신용금고 요조 지점
- 아사히카와 후생병원
- 아사히카와 가스 본사

## 역사
- 1957년 2월 1일 : 아사히카와요조 가승강장으로 개설.
- 1973년 9월 29일 : 역으로 승격.
- 1987년 4월 1일 : 민영화에 따라, 홋카이도 여객철도로 이관.

## 인접 정차역
| 홋카이도 여객철도 소야 본선    | 홋카이도 여객철도 소야 본선 | 홋카이도 여객철도 소야 본선    |
| ------------------------------ | --------------------------- | ------------------------------ |
| A28 아사히카와 아사히카와 방면 | ■ 소야 본선 쾌속 '나요로'   | 나가야마 W31 왓카나이 방면     |
| A28 아사히카와 아사히카와 방면 | ■ 소야 본선 보통            | 신아사히카와 A30 왓카나이 방면 |